# Ante Čačić
Ante Čačić (ur. 29 września 1953 w Zagrzebiu) – chorwacki trener piłkarski. W latach 2015–2017 był selekcjonerem reprezentacji Chorwacji.

## Kariera trenerska
W 1986 roku Čačić rozpoczął pracę trenerską, gdy został szkoleniowcem klubu Prigorje Markuševec. Następnie prowadził takie kluby jak: NK HAŠK, NK Zadar, NK Dubrava i Inter Zaprešić. W latach 1994–1998 pracował jako asystent selekcjonera reprezentacji U-21. Międzyczasie prowadził samodzielnie NK Osijek i NK Zadar. W 1998 roku był trenerem Slaven Belupo, a w latach 2002–2003 – Interu Zaprešić.
W latach 2003–2006 Čačić był asystentem Iliji Lončarevicia, a także Mohameda El Khemisy w reprezentacji Libii. W 2006 roku wrócił do Chorwacji, gdzie kolejno pracował w: Kamenie Ingrad, Interze Zaprešić i Lokomotivie Zagrzeb. W grudniu 2011 został trenerem Dinama Zagrzeb. W sezonie 2011/2012 doprowadził Dinamo do wywalczenia tytułu mistrza Chorwacji i zdobycia Pucharu Chorwacji. W listopadzie 2012 został zwolniony z Dinama. W kwietniu 2013 został trenerem Radnika Sesvete, w czerwcu 2013 został szkoleniowcem NK Maribor, a w listopadzie 2014 objął to samo stanowisko w Slavenie Belupo. W czerwcu 2015 objął posadę trenera Lokomotivy Zagrzeb. We wrześniu 2015 Čačić został selekcjonerem reprezentacji Chorwacji, zastępując na tym stanowisku Niko Kovacia. 7 października 2017, dzień po zremisowanym 1:1 meczu eliminacji do MŚ 2018 z Finlandią zastąpił go Zlatko Dalić.